# Yao (Osaka)
Yao (八尾市 -shi) é uma cidade japonesa localizada na província de Osaka.
Em 2018 a cidade tinha uma população estimada em 266.867 habitantes e uma densidade populacional de 6,397 h/km². Tem uma área total de 41,71 km².
Recebeu o estatuto de cidade a 1 de Abril de 1948.
Algumas personalidades conhecidas provenientes da cidade incluem o diretor Takashi Miike e o mangaká Noburo Rokuda.

## Tempos antigos
Yao era a capital da antiga província de Kawachi  na baía de Kawachi. Esta área era um delta fértil ao longo do rio Yamato e é cultivada desde o período Yayoi (de 200 a.C. a 250 d.C.). No período Kofun (de 250 d.C. a 538 d.C.), muitas famílias poderosas se estabeleceram aqui e muitos Kofuns (mausoléus) foram construídos no sopé da cordilheira Ikoma, e muitos deles permanecem até agora.
No período Asuka (538 d.C. a 710 d.C.), essa área estava sob o controle do clã Mononobe, e as famílias que pertenciam a seu exército moravam na área. O clã caiu porque Mononobe no Moriya foi derrotado por Soga no Umako. O clã Yuge, que era um ramo do clã Mononobe, no entanto, manteve o controle sobre a área. Dōkyō, que era do clã Yuge, tornou-se a pessoa mais poderosa no final do período Nara (de 710 d.C. a 794 d.C.) .Ele construiu Saikyo (a Capital Ocidental) também chamada Yuge-gu nesta área.
O castelo Takayasu, um antigo castelo no Monte Takayasu, foi construído para a defesa contra a dinastia Tang, depois que Yamato foi derrotado na Batalha de Baekgang, na Península Coreana. Em 1978, uma relíquia foi descoberta no lado leste do Monte Takayasu, e os pesquisadores a identificaram como um armazém do castelo Takayasu, que foi reconstruído após a Guerra Jinshin, em 673. Eles realizaram outra pesquisa em 1999 e descobriram um muro de pedra com mais de 100 metros de comprimento feito em granito a 300 metros do topo da montanha. Após a descoberta, os arqueólogos identificaram que o muro tinha mais de dez metros de altura.